# Jeff Mariotte
Pour les articles homonymes, voir Mariotte.
Compléments
site officiel : jeffmariotte.com
Jeff Mariotte, né le 7 septembre 1955 à Park Forest dans l'Illinois est un romancier et scénariste de comics.

## Biographie
Jeff Mariotte naît le 7 septembre 1955 à Park Forest mais il déménage à l'âge de 6 ans car son père qui travaille pour le ministère de la défense américaine est muté à Paris. Après son retour aux États-Unis il fait ses études à l'université d'état de San José où il est diplômé en Radio/TV/Film.
Il est l'auteur de la série Witch Season et a aussi écrit plusieurs romans des séries Charmed  et Angel d'après les séries télévisées. En 2006 il annonce arrêter d'écrire des adaptations d'Angel après onze romans et onze comics. Il est aussi l'auteur des comics Desperadoes, dessiné par John Cassaday, et de Graveslingers.
En 2008 il écrit Presidential Material: Barack Obama,, une adaptation de Terminator Salvation, et un roman graphique intitulé Zombie Cop édité par Image Comics, sous le label Shadowline et un roman intitulé "The Strip" qui se déroule dans le même univers. En 2009 il scénarise Garrison chez Wildstorm,.
Il est marié à l'autrice Marsheila Rockwell.

## Sources
- Ressource relative à la bande dessinée :   - BD Gest'
- Ressources relatives à la littérature :   - Internet Speculative Fiction Database
  - NooSFere
- Notices d'autorité :   - VIAF
  - ISNI
  - BnF (données)
  - LCCN
  - Pays-Bas
  - NUKAT
  - WorldCat